# Bruguera
Pour les articles homonymes, voir Bruguera (homonymie).
Bruguera, ou Editorial Bruguera, est une maison d'édition espagnole, créée en 1910 sous le nom d'El Gato Negro, rebaptisée Bruguera en 1940. Spécialisée dans la littérature populaire et surtout dans la bande dessinée, elle a longtemps été la maison d'édition de Francisco Ibáñez, le créateur de Mortadel et Filémon. À la suite de problèmes budgétaires, Bruguera disparaît en 1986 et le nom fait l'objet d'une tentative de relancement comme marque du groupe de communication Grupo Zeta en 2006.
L'album L'hiver du dessinateur, par Paco Roca (2012) raconte comment une bande de dessinateurs liés à la maison Bruguera ont tenté, en 1959, de lancer un magazine indépendant, Tío Vivo.